# Trupp Mobiler Hochwasserpegel

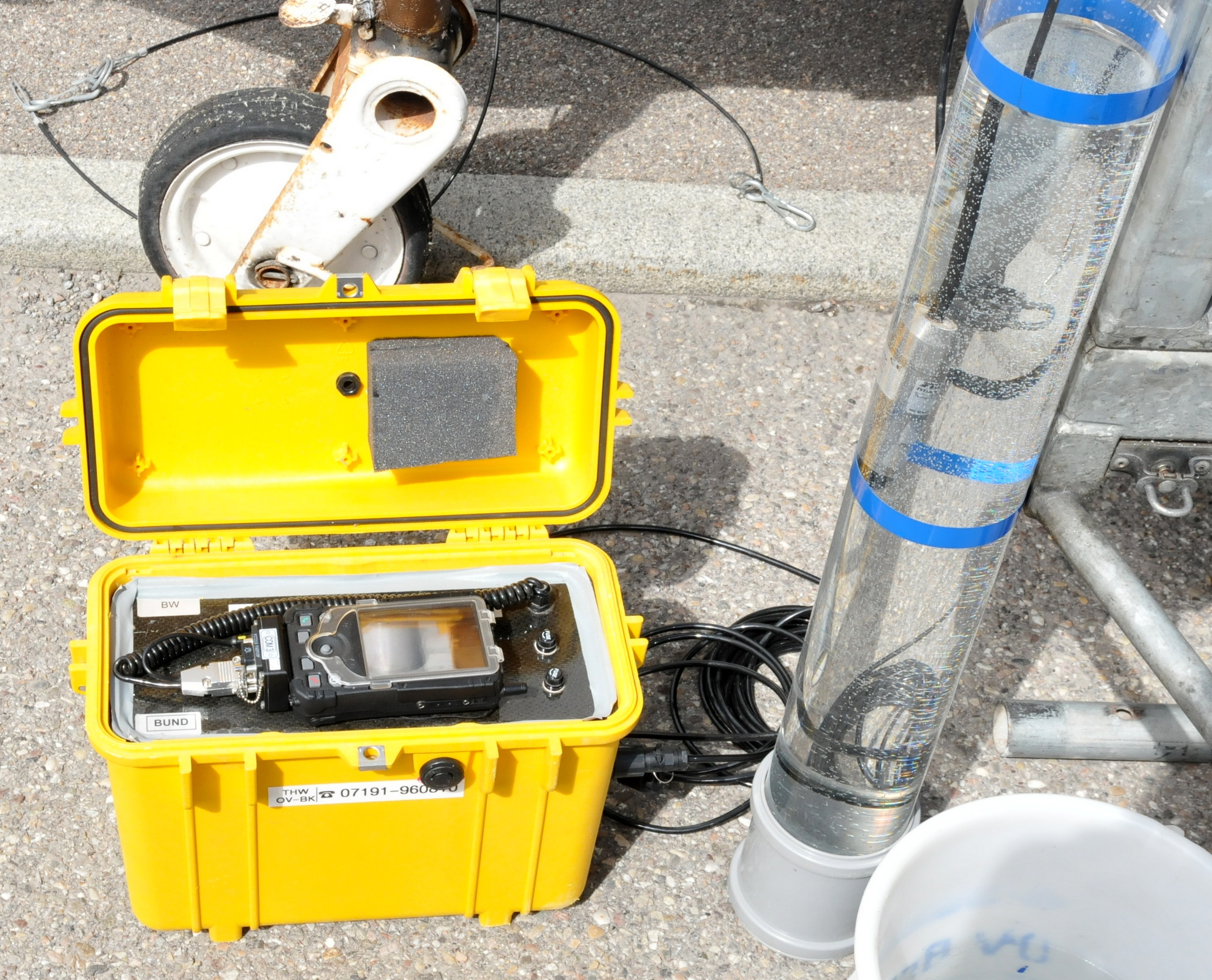
Messkoffer mit Sensor und PDA

Der Trupp Mobiler Hochwasserpegel (Tr MHP) ist eine Teileinheit im Technischen Zug des Technischen Hilfswerks (THW). 

## Aufgaben
Wichtigste Aufgabe des Trupps ist die mobile Hochwassermessung dort, wo keine festen Pegel zur Verfügung stehen. Dazu gehören die Überwachung und Vorhersage von Wasserständen und das Georeferenzieren und Vernetzen der Messstellen.

## Aufstellung
Die mobilen THW-Hochwasserpegel wurden 2008 erstmals vorgestellt. Minimalziel ist die Dislozierung von mindestens zwei Tr MHP je Landesverband, insgesamt also sechzehn Einheiten, Sollziel sind 33 Einheiten bundesweit. Mitte 2023 waren 27 Einheiten aufgestellt.
Die Sollstärke umfasst eine Führungskraft (Truppführer) und drei Helfer (0/1/3/4).

## Ausstattung
Der Trupp verwendet einen am THW-Ausbildungszentrum Neuhausen auf den Fildern entwickelten Messkoffer zur Erfüllung seiner Aufgaben. Das Gesamtsystem besteht aus einem Druck- und Temperatursensor, der per Kabel an den Messkoffer angeschlossen wird. Die ermittelte Daten werden durch einen PDA per Funk an einen zentralen Server übertragen und stehen dort verschiedene Bedarfsträgern zur Verfügung.
Zur Ausstattung gehört außerdem ein Vermessungssatz und ein wasser- und staubdichtes Notebook. Zum Transport von Gerät und Mannschaft wird ein geländegängiger Mannschaftstransportwagen (MTW) verwendet.